# Pješčani prudovi Azovskog mora
Pješčani prudovi Azovskog mora su prevlake (uski pojasi kopna) u Azovskom moru dugi do 112 km (Arabat Spit, najduža prevlaka na svijetu), 45 km (Fedotova prevlaka), 31 km (Ačuevska prevlaka), 30 km (Obitična prevlaka) i 23 km (Berdjanska prevlaka). Njihova ukupna duljina prelazi 300 km što je veće od širine mora (oko 180 km).
Većina prudova nastala je kao posljedica taloženja pijeska, mulja i školjaka riječnim tokovima u zaljeve Azovskog mora. Stoga se mnogi prudovi protežu prema jugu u more i nastavak su (desnih) riječnih obala (vidi tablicu i kartu). Čuška i Tuzlanska prevlaka nalaze se unutar Kerčkih vrata; prvi prud nastaje otjecanjem vode iz Azovskog u Crno more i stoga je također okrenut prema jugu, dok je drugi okrenut prema sjeveru. Dana 11. studenoga 2007., u blizini ovih prudova došlo je do velika izljeva nafte.
Većina prudova ima trokutastu osnovu i brojne lagune na zapadnoj strani. Krajevi nekih prudova prošireni su i povijeni prema zapadu. Njihov oblik brzo se mijenja s vremenom. Na primjer, Arabatska prevlaka (najveća i najstabilnija prevlaka na Azovskom moru) nastala je oko 1100.-1200. godine, a neke sprudove su djelomično ili u cijelosti odnijele vodene struje. Nekim se prudovima ptice selice (uglavnom patke, guske, labudovi, močvarice, veliki vranci i galebovi, vidi npr. ovu i ovu sliku) koriste za odmor pa su stoga neki proglašeni nacionalnim rezervatima prirode . Primjeri su Beglitska,  Bilosarajska, Krivska i Berdjanska prevlaka. Osim ptičjih kolonija, Bilosarajska i Berdjanska prevlsaa također imaju po više od 200 vrsta vegetacije. Berdjanska prevlaka značajna je po tome što ima jedan od najstarijih svjetionika na Azovskom moru (1izgrađen 1878.). Prevlaka Petrušino povijesno je važna po tome što je 1697. godine Petar I. izgradio veliku tvrđavu na njenom početku. U srpnju 1711. tamo je zaustavljena turska desantna operacija.

## Glavni prudovi
Po stanju 2024., cijela Ukrajinska obala Azovskog mora, a s njom i svi pješčani prudovi, nalaze se pod ruskom okupacijom.
| ime                        | koordinate                                              | država          | duljina km | širina km | površine km2 | bilješke | slika |
| -------------------------- | ------------------------------------------------------- | --------------- | ---------- | --------- | ------------ | --- | ----- |
| Arabatska prevlaka         | 45°42′N 35°0′E / 45.700°N 35.000°E                      | Ukrajina        | 112        | 0.27–8    | 395          | Odvaja lagune Sivaš od Azovskog mora; na sjeveru je od kopna (grad Heničesk) odvojen uskim Heničeskim tjesnacem |       |
| Ačuevska prevlaka          | 46°01′33″N 38°01′09″E / 46.0257°N 38.0192°E             | Rusija          | 31         |           |              | Smješten na istočnoj obali u blizini Primorsko-Ahtarska; tvori obalu Ahtarskog limana. |       |
| Beglicka prevlaka          | 47°06′59″N 38°34′20″E / 47.11634°N 38.57223°E           | Rusija          | 3          |           |              | Prevlaka se nalazi u Taganroškom zaljevu, oko 25 km zapadno od Taganroga i 30 km istočno od Krivske prevlake. Tvori malu uvalu kružnog oblika i sadrži oko 140 vrsta vegetacije. |       |
| Bilosarajska prevlaka      | 46°52′46.40″N 37°19′18.64″E / 46.8795556°N 37.3218444°E | Ukrajina        | 14         | <10       | 6.16         | Prevlaka se nalazi u Manhuškom rajonu Donjecke oblasti i razdvaja Taganroški zaljev na sjeveru i Bilosarajski zaljev na jugoistok. Tvori ga rijeka Kaljmius, a nalazi se 20 km jugozapadno od grada Mariupolja. Na prudu raste više od 200 biljnih vrsta. |       |
| Berdjanska prevlaka        | 46°39′N 36°47′E / 46.650°N 36.783°E                     | Ukrajina        | 23         | 0.04–2    | 7            | Smješten na sjeveru mora, graniči s Berdjanski zaljev. Nalazi se unutar granica grada Berdjanska. Formira ga rijeka Berda (rijeka), arezervat prirode sadrži više od 300 vrsta vegetacije. |       |
| Čuška prevlaka             | 45°20′23″N 36°40′31″E / 45.33972°N 36.67528°E           | Rusija          | 18         |           |              | Nalazi se u Kerčkim vratima, proteže se od rta Ahileion prema jugozapadu. Godine 1944. spojen je s Kerčkim poluotokom željezničkim mostom, koji je iste godine srušilo more, a 1955. godine je zamijenjen trajektnom linijom. |       |
| Dolgajska prevlaka         | 46°39′35″N 37°46′00″E / 46.65972°N 37.76667°E           | Rusija          | 9.5        |           |              | Smješten na istočnoj obali mora, dio je Jejskog poluotoka, Taganroškog zaljeva i Jejskog rajona u Krasnodarskom kraju. Selo Dolžanskaja nalazi se na početku spruda. Prud je početkom 20. stoljeća bio dvostruko duži, ali je djelomično ispran. |       |
| Fedotova prevlaka          | 46°12′33″N 35°13′49″E / 46.2093°N 35.2304°E             | Ukrajina        | 45         |           |              | Smješten na sjeveru, prud odvaja Utljukski liman od mora. Formira ga rijeka Moločna, a na svom početku ima selo Stepok i nekoliko sanatorijuma. |       |
| Glafirovska prevlaka       | 46°44′17″N 38°23′49″E / 46.7380°N 38.3970°E             | Rusija          | 6.6        | 0.05–1    |              | Nalazi se u sjevernom dijelu Jejskog limana, odvajajući ga od mora. Selo Glafirovka nalazi se na početku spruda. |       |
| Kamiševatska prevlaka      | 46°22′00″N 38°00′00″E / 46.36667°N 38.00000°E           | Rusija          | 6          | <4        |              | Smješten je na istočnoj obali Jejskog poluotoka, a ima oblik srpa. Pripada Jejskom rajonu Krasnodarskg kraja, a nalazi se 5 km jugoistočno od sela Kamiševatsk. |       |
| Kriva prevlaka             | 47°02′52″N 38°07′40″E / 47.04779°N 38.12779°E           | Ukrajina        | 10         |           |              | Nalazi se na ukrajinskoj strani rusko-ukrajinske granice, u blizini ušća rijeke Mius. Sprud je nastavak desne obale rijeke. Staro ljetovalište i naselje Siedovo (oko 1750.) nalazi se na početku spruda. |       |
| Obitična prevlaka          | 46°31′57″N 36°12′18″E / 46.5324°N 36.2051°E             | Ukrajina        | 30         |           |              | Smješten na sjevernoj obali mora, između zaljeva Obitična i Berdjanskog zaljeva, sprud stvara rijeka Obitična i omeđuje zaljev Obitična s istoka. |       |
| Pavlo-Očakovskaja prevlaka | 47°02′30″N 39°06′22″E / 47.04167°N 39.10611°E           | Rusija          |            |           |              | Obala od pijeska i ljuski školjaka mještena na ruskoj obali Azovskog mora, u Taganroškom zaljevu, oko 35 km jugozapadno od grada Azova. |       |
| Petrušina prevlaka         | 47°10′26″N 38°51′55″E / 47.173903°N 38.86531°E          | Rusija          |            |           |              | Nalazi na sjevernoj ruskoj obali Azovskog mora, u Taganroškom zaljevu, u blizini Taganroga, oko 25 km istočno od Beglicke prevlake. |       |
| Sazalnikska prevlaka       | 46°52′28″N 38°30′08″E / 46.87444°N 38.50222°E           | Rusija          | 3          | <7        |              | Nalazi na istočnoj ruskoj obali Azovskog mora, u Taganroškom zaljevu, 25 km sjeveroistočno od Jejska. Kao i većina ostalih sprudova, izvorno je bio prekriven travom i grmljem, ali je na njemu 1977. godine zasađen 36 hektara utora topole i bora. |       |
| Tuzlanska prevlaka         | 45°16′6″N 36°33′0″E / 45.26833°N 36.55000°E             | Ukrajina Rusija | 4          |           |              | Ovo je nekada bilo jedno tijelo, koje je vodeni tok 1925. godine razdvojio na aluvijalni otok Tuzla i Tuzlansku prevlaku, obje smještene u sredini Kerčkog tjesnaca. Otok Tuzla dugačak je oko 6 km, ali ga voda odnosi. Geografski, otok pripada ukrajinskom gradu Kerču, a prevlaka ruskom Krasnodarski kraj; međutim, pravni status još nije definiran. Od 6. do 9. listopada 1943. na otoku se vodila teška sovjetsko-njemačka bitka. |       |
| Jasenska prevlaka          | 46°14′11″N 38°15′56″E / 46.23638°N 38.26555°E           | Rusija          | 14         | <3        |              | Nalazi se na istočnoj obali, između Jasenskog zaljeva i Bejsugskog limana. |       |
| Jejska prevlaka            | 46°44′10″N 38°17′15″E / 46.73611°N 38.28750°E           | Rusija          | 3          |           |              | Prud je središnje odmaralište grada Jejska i dio je Jejskog poluotoka. Nekada je bila duga oko 9 km, ali ju je oluja 13. ožujka 1914. smanjila. |       |